# Microsoft Windows 11
Windows 11 er et styresystem udgivet af Microsoft som en del af Microsoft Windows NT-familien. Det blev annonceret den 24. juni 2021 og udkom i efteråret 2021. Det vil være gratis at opgradere fra Windows 10, men ikke alle vil kunne opgradere, da Windows 11 stiller højere krav til hardware.